# Vingtième partie du Championnat du monde d'échecs 1990
Cet article utilise la notation algébrique pour décrire des coups du jeu d'échecs.
Lors de la 20e partie du Championnat du monde d'échecs 1990 qui s'est déroulée à Lyon le 15 décembre 1990, Garry Kasparov, aux commandes des blancs, a battu Anatoly Karpov grâce à un jeu d'attaque resté célèbre dans l'histoire des championnats du monde. Le Grand maître international Ljubomir Ljubojević a qualifié cette partie de « partie du siècle ». 

## Contexte
Au début de la partie, Garry Kasparov a gagné trois parties, Anatoly Karpov en a gagné deux, et les quatorze autres joutes se sont terminées par des nulles.

## Déroulement de la partie
1. e4 e5 2. Cf3 Cc6 3. Fb5 a6 4. Fa4 Cf6 5. 0-0 Fe7 6. Te1 b5 7. Fb3 d6 8. c3 0-0 9. h3 Fb7
Il s'agit de la variante Zaitsev de la partie espagnole. Elle conduit à des parties violentes et compliquées.
10. d4 Te8 11. Cbd2 Ff8 12. a4 h6 13. Fc2 exd4 14. cxd4 Cb4 15. Fb1 c5 16. d5 Cd7 17. Ta3 f5 18. Tae3 Cf6 19. Ch2
Kasparov et Karpov ont souvent utilisé cette ouverture dans leurs nombreuses parties. Chacun n'a pas dépensé plus de cinq minutes pour parvenir à cette position. En revanche, Kasparov a eu besoin de vingt minutes pour jouer ce coup de cavalier. Karpov dépensera trente minutes pour ensuite déplacer son roi. Sa défense n'en sera pas plus satisfaisante.
19. ... Rh8 20. b3 bxa4 21. bxa4 c4 22. Fb2 fxe4 23. Cxe4 Cfxd5 24. Tg3 Te6 25. Cg4 De8
Une fois la partie terminée, Kasparov remarque : « Une erreur. Il aurait dû faire barrage à mon fou par 25. ... Cd3 ».
26. Cxh6 !! c3
Si 26. ... Txh6, alors 27. Cxd6, et l'aile-dame de Karpov est en difficulté. Le coup joué par les noirs permet de couper le champ d'action du fou blanc en b2.
27. Cf5 !! Ce coup condamne l'aile-dame de Kasparov, mais l'attaque sur le roi noir peut se poursuivre. 27. ... cxb2 28. Dg4 ! Fc8 !
La défense est subtile. Si 29. Cxg7, alors 29. ... Txe4, qui attaque la dame blanche deux fois. Si Karpov avait joué 28. ... Cf6 ?, alors 29. Cxf6 Txe1+ Rh2, et le mat suit peu après.
|   | a | b | c | d | e | f | g | h |   |
| 8 | Tour noire sur case blanche a8 · Tour blanche sur case blanche e8 · Fou noir sur case noire f8 · Roi noir sur case noire h8 · Pion noir sur case blanche a6 · Pion noir sur case noire d6 · Dame noire sur case noire f6 · Pion noir sur case noire h6 · Cavalier noir sur case blanche d5 · Fou noir sur case blanche f5 · Cavalier blanc sur case noire g5 · Pion blanc sur case blanche a4 · Cavalier noir sur case noire b4 · Dame blanche sur case noire h4 · Tour blanche sur case noire g3 · Pion blanc sur case blanche h3 · Pion noir sur case noire b2 · Pion blanc sur case noire f2 · Pion blanc sur case blanche g2 · Roi blanc sur case noire h2 · Fou blanc sur case blanche b1 | Tour noire sur case blanche a8 · Tour blanche sur case blanche e8 · Fou noir sur case noire f8 · Roi noir sur case noire h8 · Pion noir sur case blanche a6 · Pion noir sur case noire d6 · Dame noire sur case noire f6 · Pion noir sur case noire h6 · Cavalier noir sur case blanche d5 · Fou noir sur case blanche f5 · Cavalier blanc sur case noire g5 · Pion blanc sur case blanche a4 · Cavalier noir sur case noire b4 · Dame blanche sur case noire h4 · Tour blanche sur case noire g3 · Pion blanc sur case blanche h3 · Pion noir sur case noire b2 · Pion blanc sur case noire f2 · Pion blanc sur case blanche g2 · Roi blanc sur case noire h2 · Fou blanc sur case blanche b1 | Tour noire sur case blanche a8 · Tour blanche sur case blanche e8 · Fou noir sur case noire f8 · Roi noir sur case noire h8 · Pion noir sur case blanche a6 · Pion noir sur case noire d6 · Dame noire sur case noire f6 · Pion noir sur case noire h6 · Cavalier noir sur case blanche d5 · Fou noir sur case blanche f5 · Cavalier blanc sur case noire g5 · Pion blanc sur case blanche a4 · Cavalier noir sur case noire b4 · Dame blanche sur case noire h4 · Tour blanche sur case noire g3 · Pion blanc sur case blanche h3 · Pion noir sur case noire b2 · Pion blanc sur case noire f2 · Pion blanc sur case blanche g2 · Roi blanc sur case noire h2 · Fou blanc sur case blanche b1 | Tour noire sur case blanche a8 · Tour blanche sur case blanche e8 · Fou noir sur case noire f8 · Roi noir sur case noire h8 · Pion noir sur case blanche a6 · Pion noir sur case noire d6 · Dame noire sur case noire f6 · Pion noir sur case noire h6 · Cavalier noir sur case blanche d5 · Fou noir sur case blanche f5 · Cavalier blanc sur case noire g5 · Pion blanc sur case blanche a4 · Cavalier noir sur case noire b4 · Dame blanche sur case noire h4 · Tour blanche sur case noire g3 · Pion blanc sur case blanche h3 · Pion noir sur case noire b2 · Pion blanc sur case noire f2 · Pion blanc sur case blanche g2 · Roi blanc sur case noire h2 · Fou blanc sur case blanche b1 | Tour noire sur case blanche a8 · Tour blanche sur case blanche e8 · Fou noir sur case noire f8 · Roi noir sur case noire h8 · Pion noir sur case blanche a6 · Pion noir sur case noire d6 · Dame noire sur case noire f6 · Pion noir sur case noire h6 · Cavalier noir sur case blanche d5 · Fou noir sur case blanche f5 · Cavalier blanc sur case noire g5 · Pion blanc sur case blanche a4 · Cavalier noir sur case noire b4 · Dame blanche sur case noire h4 · Tour blanche sur case noire g3 · Pion blanc sur case blanche h3 · Pion noir sur case noire b2 · Pion blanc sur case noire f2 · Pion blanc sur case blanche g2 · Roi blanc sur case noire h2 · Fou blanc sur case blanche b1 | Tour noire sur case blanche a8 · Tour blanche sur case blanche e8 · Fou noir sur case noire f8 · Roi noir sur case noire h8 · Pion noir sur case blanche a6 · Pion noir sur case noire d6 · Dame noire sur case noire f6 · Pion noir sur case noire h6 · Cavalier noir sur case blanche d5 · Fou noir sur case blanche f5 · Cavalier blanc sur case noire g5 · Pion blanc sur case blanche a4 · Cavalier noir sur case noire b4 · Dame blanche sur case noire h4 · Tour blanche sur case noire g3 · Pion blanc sur case blanche h3 · Pion noir sur case noire b2 · Pion blanc sur case noire f2 · Pion blanc sur case blanche g2 · Roi blanc sur case noire h2 · Fou blanc sur case blanche b1 | Tour noire sur case blanche a8 · Tour blanche sur case blanche e8 · Fou noir sur case noire f8 · Roi noir sur case noire h8 · Pion noir sur case blanche a6 · Pion noir sur case noire d6 · Dame noire sur case noire f6 · Pion noir sur case noire h6 · Cavalier noir sur case blanche d5 · Fou noir sur case blanche f5 · Cavalier blanc sur case noire g5 · Pion blanc sur case blanche a4 · Cavalier noir sur case noire b4 · Dame blanche sur case noire h4 · Tour blanche sur case noire g3 · Pion blanc sur case blanche h3 · Pion noir sur case noire b2 · Pion blanc sur case noire f2 · Pion blanc sur case blanche g2 · Roi blanc sur case noire h2 · Fou blanc sur case blanche b1 | Tour noire sur case blanche a8 · Tour blanche sur case blanche e8 · Fou noir sur case noire f8 · Roi noir sur case noire h8 · Pion noir sur case blanche a6 · Pion noir sur case noire d6 · Dame noire sur case noire f6 · Pion noir sur case noire h6 · Cavalier noir sur case blanche d5 · Fou noir sur case blanche f5 · Cavalier blanc sur case noire g5 · Pion blanc sur case blanche a4 · Cavalier noir sur case noire b4 · Dame blanche sur case noire h4 · Tour blanche sur case noire g3 · Pion blanc sur case blanche h3 · Pion noir sur case noire b2 · Pion blanc sur case noire f2 · Pion blanc sur case blanche g2 · Roi blanc sur case noire h2 · Fou blanc sur case blanche b1 | 8 |
| 7 | Tour noire sur case blanche a8 · Tour blanche sur case blanche e8 · Fou noir sur case noire f8 · Roi noir sur case noire h8 · Pion noir sur case blanche a6 · Pion noir sur case noire d6 · Dame noire sur case noire f6 · Pion noir sur case noire h6 · Cavalier noir sur case blanche d5 · Fou noir sur case blanche f5 · Cavalier blanc sur case noire g5 · Pion blanc sur case blanche a4 · Cavalier noir sur case noire b4 · Dame blanche sur case noire h4 · Tour blanche sur case noire g3 · Pion blanc sur case blanche h3 · Pion noir sur case noire b2 · Pion blanc sur case noire f2 · Pion blanc sur case blanche g2 · Roi blanc sur case noire h2 · Fou blanc sur case blanche b1 | Tour noire sur case blanche a8 · Tour blanche sur case blanche e8 · Fou noir sur case noire f8 · Roi noir sur case noire h8 · Pion noir sur case blanche a6 · Pion noir sur case noire d6 · Dame noire sur case noire f6 · Pion noir sur case noire h6 · Cavalier noir sur case blanche d5 · Fou noir sur case blanche f5 · Cavalier blanc sur case noire g5 · Pion blanc sur case blanche a4 · Cavalier noir sur case noire b4 · Dame blanche sur case noire h4 · Tour blanche sur case noire g3 · Pion blanc sur case blanche h3 · Pion noir sur case noire b2 · Pion blanc sur case noire f2 · Pion blanc sur case blanche g2 · Roi blanc sur case noire h2 · Fou blanc sur case blanche b1 | Tour noire sur case blanche a8 · Tour blanche sur case blanche e8 · Fou noir sur case noire f8 · Roi noir sur case noire h8 · Pion noir sur case blanche a6 · Pion noir sur case noire d6 · Dame noire sur case noire f6 · Pion noir sur case noire h6 · Cavalier noir sur case blanche d5 · Fou noir sur case blanche f5 · Cavalier blanc sur case noire g5 · Pion blanc sur case blanche a4 · Cavalier noir sur case noire b4 · Dame blanche sur case noire h4 · Tour blanche sur case noire g3 · Pion blanc sur case blanche h3 · Pion noir sur case noire b2 · Pion blanc sur case noire f2 · Pion blanc sur case blanche g2 · Roi blanc sur case noire h2 · Fou blanc sur case blanche b1 | Tour noire sur case blanche a8 · Tour blanche sur case blanche e8 · Fou noir sur case noire f8 · Roi noir sur case noire h8 · Pion noir sur case blanche a6 · Pion noir sur case noire d6 · Dame noire sur case noire f6 · Pion noir sur case noire h6 · Cavalier noir sur case blanche d5 · Fou noir sur case blanche f5 · Cavalier blanc sur case noire g5 · Pion blanc sur case blanche a4 · Cavalier noir sur case noire b4 · Dame blanche sur case noire h4 · Tour blanche sur case noire g3 · Pion blanc sur case blanche h3 · Pion noir sur case noire b2 · Pion blanc sur case noire f2 · Pion blanc sur case blanche g2 · Roi blanc sur case noire h2 · Fou blanc sur case blanche b1 | Tour noire sur case blanche a8 · Tour blanche sur case blanche e8 · Fou noir sur case noire f8 · Roi noir sur case noire h8 · Pion noir sur case blanche a6 · Pion noir sur case noire d6 · Dame noire sur case noire f6 · Pion noir sur case noire h6 · Cavalier noir sur case blanche d5 · Fou noir sur case blanche f5 · Cavalier blanc sur case noire g5 · Pion blanc sur case blanche a4 · Cavalier noir sur case noire b4 · Dame blanche sur case noire h4 · Tour blanche sur case noire g3 · Pion blanc sur case blanche h3 · Pion noir sur case noire b2 · Pion blanc sur case noire f2 · Pion blanc sur case blanche g2 · Roi blanc sur case noire h2 · Fou blanc sur case blanche b1 | Tour noire sur case blanche a8 · Tour blanche sur case blanche e8 · Fou noir sur case noire f8 · Roi noir sur case noire h8 · Pion noir sur case blanche a6 · Pion noir sur case noire d6 · Dame noire sur case noire f6 · Pion noir sur case noire h6 · Cavalier noir sur case blanche d5 · Fou noir sur case blanche f5 · Cavalier blanc sur case noire g5 · Pion blanc sur case blanche a4 · Cavalier noir sur case noire b4 · Dame blanche sur case noire h4 · Tour blanche sur case noire g3 · Pion blanc sur case blanche h3 · Pion noir sur case noire b2 · Pion blanc sur case noire f2 · Pion blanc sur case blanche g2 · Roi blanc sur case noire h2 · Fou blanc sur case blanche b1 | Tour noire sur case blanche a8 · Tour blanche sur case blanche e8 · Fou noir sur case noire f8 · Roi noir sur case noire h8 · Pion noir sur case blanche a6 · Pion noir sur case noire d6 · Dame noire sur case noire f6 · Pion noir sur case noire h6 · Cavalier noir sur case blanche d5 · Fou noir sur case blanche f5 · Cavalier blanc sur case noire g5 · Pion blanc sur case blanche a4 · Cavalier noir sur case noire b4 · Dame blanche sur case noire h4 · Tour blanche sur case noire g3 · Pion blanc sur case blanche h3 · Pion noir sur case noire b2 · Pion blanc sur case noire f2 · Pion blanc sur case blanche g2 · Roi blanc sur case noire h2 · Fou blanc sur case blanche b1 | Tour noire sur case blanche a8 · Tour blanche sur case blanche e8 · Fou noir sur case noire f8 · Roi noir sur case noire h8 · Pion noir sur case blanche a6 · Pion noir sur case noire d6 · Dame noire sur case noire f6 · Pion noir sur case noire h6 · Cavalier noir sur case blanche d5 · Fou noir sur case blanche f5 · Cavalier blanc sur case noire g5 · Pion blanc sur case blanche a4 · Cavalier noir sur case noire b4 · Dame blanche sur case noire h4 · Tour blanche sur case noire g3 · Pion blanc sur case blanche h3 · Pion noir sur case noire b2 · Pion blanc sur case noire f2 · Pion blanc sur case blanche g2 · Roi blanc sur case noire h2 · Fou blanc sur case blanche b1 | 7 |
| 6 | Tour noire sur case blanche a8 · Tour blanche sur case blanche e8 · Fou noir sur case noire f8 · Roi noir sur case noire h8 · Pion noir sur case blanche a6 · Pion noir sur case noire d6 · Dame noire sur case noire f6 · Pion noir sur case noire h6 · Cavalier noir sur case blanche d5 · Fou noir sur case blanche f5 · Cavalier blanc sur case noire g5 · Pion blanc sur case blanche a4 · Cavalier noir sur case noire b4 · Dame blanche sur case noire h4 · Tour blanche sur case noire g3 · Pion blanc sur case blanche h3 · Pion noir sur case noire b2 · Pion blanc sur case noire f2 · Pion blanc sur case blanche g2 · Roi blanc sur case noire h2 · Fou blanc sur case blanche b1 | Tour noire sur case blanche a8 · Tour blanche sur case blanche e8 · Fou noir sur case noire f8 · Roi noir sur case noire h8 · Pion noir sur case blanche a6 · Pion noir sur case noire d6 · Dame noire sur case noire f6 · Pion noir sur case noire h6 · Cavalier noir sur case blanche d5 · Fou noir sur case blanche f5 · Cavalier blanc sur case noire g5 · Pion blanc sur case blanche a4 · Cavalier noir sur case noire b4 · Dame blanche sur case noire h4 · Tour blanche sur case noire g3 · Pion blanc sur case blanche h3 · Pion noir sur case noire b2 · Pion blanc sur case noire f2 · Pion blanc sur case blanche g2 · Roi blanc sur case noire h2 · Fou blanc sur case blanche b1 | Tour noire sur case blanche a8 · Tour blanche sur case blanche e8 · Fou noir sur case noire f8 · Roi noir sur case noire h8 · Pion noir sur case blanche a6 · Pion noir sur case noire d6 · Dame noire sur case noire f6 · Pion noir sur case noire h6 · Cavalier noir sur case blanche d5 · Fou noir sur case blanche f5 · Cavalier blanc sur case noire g5 · Pion blanc sur case blanche a4 · Cavalier noir sur case noire b4 · Dame blanche sur case noire h4 · Tour blanche sur case noire g3 · Pion blanc sur case blanche h3 · Pion noir sur case noire b2 · Pion blanc sur case noire f2 · Pion blanc sur case blanche g2 · Roi blanc sur case noire h2 · Fou blanc sur case blanche b1 | Tour noire sur case blanche a8 · Tour blanche sur case blanche e8 · Fou noir sur case noire f8 · Roi noir sur case noire h8 · Pion noir sur case blanche a6 · Pion noir sur case noire d6 · Dame noire sur case noire f6 · Pion noir sur case noire h6 · Cavalier noir sur case blanche d5 · Fou noir sur case blanche f5 · Cavalier blanc sur case noire g5 · Pion blanc sur case blanche a4 · Cavalier noir sur case noire b4 · Dame blanche sur case noire h4 · Tour blanche sur case noire g3 · Pion blanc sur case blanche h3 · Pion noir sur case noire b2 · Pion blanc sur case noire f2 · Pion blanc sur case blanche g2 · Roi blanc sur case noire h2 · Fou blanc sur case blanche b1 | Tour noire sur case blanche a8 · Tour blanche sur case blanche e8 · Fou noir sur case noire f8 · Roi noir sur case noire h8 · Pion noir sur case blanche a6 · Pion noir sur case noire d6 · Dame noire sur case noire f6 · Pion noir sur case noire h6 · Cavalier noir sur case blanche d5 · Fou noir sur case blanche f5 · Cavalier blanc sur case noire g5 · Pion blanc sur case blanche a4 · Cavalier noir sur case noire b4 · Dame blanche sur case noire h4 · Tour blanche sur case noire g3 · Pion blanc sur case blanche h3 · Pion noir sur case noire b2 · Pion blanc sur case noire f2 · Pion blanc sur case blanche g2 · Roi blanc sur case noire h2 · Fou blanc sur case blanche b1 | Tour noire sur case blanche a8 · Tour blanche sur case blanche e8 · Fou noir sur case noire f8 · Roi noir sur case noire h8 · Pion noir sur case blanche a6 · Pion noir sur case noire d6 · Dame noire sur case noire f6 · Pion noir sur case noire h6 · Cavalier noir sur case blanche d5 · Fou noir sur case blanche f5 · Cavalier blanc sur case noire g5 · Pion blanc sur case blanche a4 · Cavalier noir sur case noire b4 · Dame blanche sur case noire h4 · Tour blanche sur case noire g3 · Pion blanc sur case blanche h3 · Pion noir sur case noire b2 · Pion blanc sur case noire f2 · Pion blanc sur case blanche g2 · Roi blanc sur case noire h2 · Fou blanc sur case blanche b1 | Tour noire sur case blanche a8 · Tour blanche sur case blanche e8 · Fou noir sur case noire f8 · Roi noir sur case noire h8 · Pion noir sur case blanche a6 · Pion noir sur case noire d6 · Dame noire sur case noire f6 · Pion noir sur case noire h6 · Cavalier noir sur case blanche d5 · Fou noir sur case blanche f5 · Cavalier blanc sur case noire g5 · Pion blanc sur case blanche a4 · Cavalier noir sur case noire b4 · Dame blanche sur case noire h4 · Tour blanche sur case noire g3 · Pion blanc sur case blanche h3 · Pion noir sur case noire b2 · Pion blanc sur case noire f2 · Pion blanc sur case blanche g2 · Roi blanc sur case noire h2 · Fou blanc sur case blanche b1 | Tour noire sur case blanche a8 · Tour blanche sur case blanche e8 · Fou noir sur case noire f8 · Roi noir sur case noire h8 · Pion noir sur case blanche a6 · Pion noir sur case noire d6 · Dame noire sur case noire f6 · Pion noir sur case noire h6 · Cavalier noir sur case blanche d5 · Fou noir sur case blanche f5 · Cavalier blanc sur case noire g5 · Pion blanc sur case blanche a4 · Cavalier noir sur case noire b4 · Dame blanche sur case noire h4 · Tour blanche sur case noire g3 · Pion blanc sur case blanche h3 · Pion noir sur case noire b2 · Pion blanc sur case noire f2 · Pion blanc sur case blanche g2 · Roi blanc sur case noire h2 · Fou blanc sur case blanche b1 | 6 |
| 5 | Tour noire sur case blanche a8 · Tour blanche sur case blanche e8 · Fou noir sur case noire f8 · Roi noir sur case noire h8 · Pion noir sur case blanche a6 · Pion noir sur case noire d6 · Dame noire sur case noire f6 · Pion noir sur case noire h6 · Cavalier noir sur case blanche d5 · Fou noir sur case blanche f5 · Cavalier blanc sur case noire g5 · Pion blanc sur case blanche a4 · Cavalier noir sur case noire b4 · Dame blanche sur case noire h4 · Tour blanche sur case noire g3 · Pion blanc sur case blanche h3 · Pion noir sur case noire b2 · Pion blanc sur case noire f2 · Pion blanc sur case blanche g2 · Roi blanc sur case noire h2 · Fou blanc sur case blanche b1 | Tour noire sur case blanche a8 · Tour blanche sur case blanche e8 · Fou noir sur case noire f8 · Roi noir sur case noire h8 · Pion noir sur case blanche a6 · Pion noir sur case noire d6 · Dame noire sur case noire f6 · Pion noir sur case noire h6 · Cavalier noir sur case blanche d5 · Fou noir sur case blanche f5 · Cavalier blanc sur case noire g5 · Pion blanc sur case blanche a4 · Cavalier noir sur case noire b4 · Dame blanche sur case noire h4 · Tour blanche sur case noire g3 · Pion blanc sur case blanche h3 · Pion noir sur case noire b2 · Pion blanc sur case noire f2 · Pion blanc sur case blanche g2 · Roi blanc sur case noire h2 · Fou blanc sur case blanche b1 | Tour noire sur case blanche a8 · Tour blanche sur case blanche e8 · Fou noir sur case noire f8 · Roi noir sur case noire h8 · Pion noir sur case blanche a6 · Pion noir sur case noire d6 · Dame noire sur case noire f6 · Pion noir sur case noire h6 · Cavalier noir sur case blanche d5 · Fou noir sur case blanche f5 · Cavalier blanc sur case noire g5 · Pion blanc sur case blanche a4 · Cavalier noir sur case noire b4 · Dame blanche sur case noire h4 · Tour blanche sur case noire g3 · Pion blanc sur case blanche h3 · Pion noir sur case noire b2 · Pion blanc sur case noire f2 · Pion blanc sur case blanche g2 · Roi blanc sur case noire h2 · Fou blanc sur case blanche b1 | Tour noire sur case blanche a8 · Tour blanche sur case blanche e8 · Fou noir sur case noire f8 · Roi noir sur case noire h8 · Pion noir sur case blanche a6 · Pion noir sur case noire d6 · Dame noire sur case noire f6 · Pion noir sur case noire h6 · Cavalier noir sur case blanche d5 · Fou noir sur case blanche f5 · Cavalier blanc sur case noire g5 · Pion blanc sur case blanche a4 · Cavalier noir sur case noire b4 · Dame blanche sur case noire h4 · Tour blanche sur case noire g3 · Pion blanc sur case blanche h3 · Pion noir sur case noire b2 · Pion blanc sur case noire f2 · Pion blanc sur case blanche g2 · Roi blanc sur case noire h2 · Fou blanc sur case blanche b1 | Tour noire sur case blanche a8 · Tour blanche sur case blanche e8 · Fou noir sur case noire f8 · Roi noir sur case noire h8 · Pion noir sur case blanche a6 · Pion noir sur case noire d6 · Dame noire sur case noire f6 · Pion noir sur case noire h6 · Cavalier noir sur case blanche d5 · Fou noir sur case blanche f5 · Cavalier blanc sur case noire g5 · Pion blanc sur case blanche a4 · Cavalier noir sur case noire b4 · Dame blanche sur case noire h4 · Tour blanche sur case noire g3 · Pion blanc sur case blanche h3 · Pion noir sur case noire b2 · Pion blanc sur case noire f2 · Pion blanc sur case blanche g2 · Roi blanc sur case noire h2 · Fou blanc sur case blanche b1 | Tour noire sur case blanche a8 · Tour blanche sur case blanche e8 · Fou noir sur case noire f8 · Roi noir sur case noire h8 · Pion noir sur case blanche a6 · Pion noir sur case noire d6 · Dame noire sur case noire f6 · Pion noir sur case noire h6 · Cavalier noir sur case blanche d5 · Fou noir sur case blanche f5 · Cavalier blanc sur case noire g5 · Pion blanc sur case blanche a4 · Cavalier noir sur case noire b4 · Dame blanche sur case noire h4 · Tour blanche sur case noire g3 · Pion blanc sur case blanche h3 · Pion noir sur case noire b2 · Pion blanc sur case noire f2 · Pion blanc sur case blanche g2 · Roi blanc sur case noire h2 · Fou blanc sur case blanche b1 | Tour noire sur case blanche a8 · Tour blanche sur case blanche e8 · Fou noir sur case noire f8 · Roi noir sur case noire h8 · Pion noir sur case blanche a6 · Pion noir sur case noire d6 · Dame noire sur case noire f6 · Pion noir sur case noire h6 · Cavalier noir sur case blanche d5 · Fou noir sur case blanche f5 · Cavalier blanc sur case noire g5 · Pion blanc sur case blanche a4 · Cavalier noir sur case noire b4 · Dame blanche sur case noire h4 · Tour blanche sur case noire g3 · Pion blanc sur case blanche h3 · Pion noir sur case noire b2 · Pion blanc sur case noire f2 · Pion blanc sur case blanche g2 · Roi blanc sur case noire h2 · Fou blanc sur case blanche b1 | Tour noire sur case blanche a8 · Tour blanche sur case blanche e8 · Fou noir sur case noire f8 · Roi noir sur case noire h8 · Pion noir sur case blanche a6 · Pion noir sur case noire d6 · Dame noire sur case noire f6 · Pion noir sur case noire h6 · Cavalier noir sur case blanche d5 · Fou noir sur case blanche f5 · Cavalier blanc sur case noire g5 · Pion blanc sur case blanche a4 · Cavalier noir sur case noire b4 · Dame blanche sur case noire h4 · Tour blanche sur case noire g3 · Pion blanc sur case blanche h3 · Pion noir sur case noire b2 · Pion blanc sur case noire f2 · Pion blanc sur case blanche g2 · Roi blanc sur case noire h2 · Fou blanc sur case blanche b1 | 5 |
| 4 | Tour noire sur case blanche a8 · Tour blanche sur case blanche e8 · Fou noir sur case noire f8 · Roi noir sur case noire h8 · Pion noir sur case blanche a6 · Pion noir sur case noire d6 · Dame noire sur case noire f6 · Pion noir sur case noire h6 · Cavalier noir sur case blanche d5 · Fou noir sur case blanche f5 · Cavalier blanc sur case noire g5 · Pion blanc sur case blanche a4 · Cavalier noir sur case noire b4 · Dame blanche sur case noire h4 · Tour blanche sur case noire g3 · Pion blanc sur case blanche h3 · Pion noir sur case noire b2 · Pion blanc sur case noire f2 · Pion blanc sur case blanche g2 · Roi blanc sur case noire h2 · Fou blanc sur case blanche b1 | Tour noire sur case blanche a8 · Tour blanche sur case blanche e8 · Fou noir sur case noire f8 · Roi noir sur case noire h8 · Pion noir sur case blanche a6 · Pion noir sur case noire d6 · Dame noire sur case noire f6 · Pion noir sur case noire h6 · Cavalier noir sur case blanche d5 · Fou noir sur case blanche f5 · Cavalier blanc sur case noire g5 · Pion blanc sur case blanche a4 · Cavalier noir sur case noire b4 · Dame blanche sur case noire h4 · Tour blanche sur case noire g3 · Pion blanc sur case blanche h3 · Pion noir sur case noire b2 · Pion blanc sur case noire f2 · Pion blanc sur case blanche g2 · Roi blanc sur case noire h2 · Fou blanc sur case blanche b1 | Tour noire sur case blanche a8 · Tour blanche sur case blanche e8 · Fou noir sur case noire f8 · Roi noir sur case noire h8 · Pion noir sur case blanche a6 · Pion noir sur case noire d6 · Dame noire sur case noire f6 · Pion noir sur case noire h6 · Cavalier noir sur case blanche d5 · Fou noir sur case blanche f5 · Cavalier blanc sur case noire g5 · Pion blanc sur case blanche a4 · Cavalier noir sur case noire b4 · Dame blanche sur case noire h4 · Tour blanche sur case noire g3 · Pion blanc sur case blanche h3 · Pion noir sur case noire b2 · Pion blanc sur case noire f2 · Pion blanc sur case blanche g2 · Roi blanc sur case noire h2 · Fou blanc sur case blanche b1 | Tour noire sur case blanche a8 · Tour blanche sur case blanche e8 · Fou noir sur case noire f8 · Roi noir sur case noire h8 · Pion noir sur case blanche a6 · Pion noir sur case noire d6 · Dame noire sur case noire f6 · Pion noir sur case noire h6 · Cavalier noir sur case blanche d5 · Fou noir sur case blanche f5 · Cavalier blanc sur case noire g5 · Pion blanc sur case blanche a4 · Cavalier noir sur case noire b4 · Dame blanche sur case noire h4 · Tour blanche sur case noire g3 · Pion blanc sur case blanche h3 · Pion noir sur case noire b2 · Pion blanc sur case noire f2 · Pion blanc sur case blanche g2 · Roi blanc sur case noire h2 · Fou blanc sur case blanche b1 | Tour noire sur case blanche a8 · Tour blanche sur case blanche e8 · Fou noir sur case noire f8 · Roi noir sur case noire h8 · Pion noir sur case blanche a6 · Pion noir sur case noire d6 · Dame noire sur case noire f6 · Pion noir sur case noire h6 · Cavalier noir sur case blanche d5 · Fou noir sur case blanche f5 · Cavalier blanc sur case noire g5 · Pion blanc sur case blanche a4 · Cavalier noir sur case noire b4 · Dame blanche sur case noire h4 · Tour blanche sur case noire g3 · Pion blanc sur case blanche h3 · Pion noir sur case noire b2 · Pion blanc sur case noire f2 · Pion blanc sur case blanche g2 · Roi blanc sur case noire h2 · Fou blanc sur case blanche b1 | Tour noire sur case blanche a8 · Tour blanche sur case blanche e8 · Fou noir sur case noire f8 · Roi noir sur case noire h8 · Pion noir sur case blanche a6 · Pion noir sur case noire d6 · Dame noire sur case noire f6 · Pion noir sur case noire h6 · Cavalier noir sur case blanche d5 · Fou noir sur case blanche f5 · Cavalier blanc sur case noire g5 · Pion blanc sur case blanche a4 · Cavalier noir sur case noire b4 · Dame blanche sur case noire h4 · Tour blanche sur case noire g3 · Pion blanc sur case blanche h3 · Pion noir sur case noire b2 · Pion blanc sur case noire f2 · Pion blanc sur case blanche g2 · Roi blanc sur case noire h2 · Fou blanc sur case blanche b1 | Tour noire sur case blanche a8 · Tour blanche sur case blanche e8 · Fou noir sur case noire f8 · Roi noir sur case noire h8 · Pion noir sur case blanche a6 · Pion noir sur case noire d6 · Dame noire sur case noire f6 · Pion noir sur case noire h6 · Cavalier noir sur case blanche d5 · Fou noir sur case blanche f5 · Cavalier blanc sur case noire g5 · Pion blanc sur case blanche a4 · Cavalier noir sur case noire b4 · Dame blanche sur case noire h4 · Tour blanche sur case noire g3 · Pion blanc sur case blanche h3 · Pion noir sur case noire b2 · Pion blanc sur case noire f2 · Pion blanc sur case blanche g2 · Roi blanc sur case noire h2 · Fou blanc sur case blanche b1 | Tour noire sur case blanche a8 · Tour blanche sur case blanche e8 · Fou noir sur case noire f8 · Roi noir sur case noire h8 · Pion noir sur case blanche a6 · Pion noir sur case noire d6 · Dame noire sur case noire f6 · Pion noir sur case noire h6 · Cavalier noir sur case blanche d5 · Fou noir sur case blanche f5 · Cavalier blanc sur case noire g5 · Pion blanc sur case blanche a4 · Cavalier noir sur case noire b4 · Dame blanche sur case noire h4 · Tour blanche sur case noire g3 · Pion blanc sur case blanche h3 · Pion noir sur case noire b2 · Pion blanc sur case noire f2 · Pion blanc sur case blanche g2 · Roi blanc sur case noire h2 · Fou blanc sur case blanche b1 | 4 |
| 3 | Tour noire sur case blanche a8 · Tour blanche sur case blanche e8 · Fou noir sur case noire f8 · Roi noir sur case noire h8 · Pion noir sur case blanche a6 · Pion noir sur case noire d6 · Dame noire sur case noire f6 · Pion noir sur case noire h6 · Cavalier noir sur case blanche d5 · Fou noir sur case blanche f5 · Cavalier blanc sur case noire g5 · Pion blanc sur case blanche a4 · Cavalier noir sur case noire b4 · Dame blanche sur case noire h4 · Tour blanche sur case noire g3 · Pion blanc sur case blanche h3 · Pion noir sur case noire b2 · Pion blanc sur case noire f2 · Pion blanc sur case blanche g2 · Roi blanc sur case noire h2 · Fou blanc sur case blanche b1 | Tour noire sur case blanche a8 · Tour blanche sur case blanche e8 · Fou noir sur case noire f8 · Roi noir sur case noire h8 · Pion noir sur case blanche a6 · Pion noir sur case noire d6 · Dame noire sur case noire f6 · Pion noir sur case noire h6 · Cavalier noir sur case blanche d5 · Fou noir sur case blanche f5 · Cavalier blanc sur case noire g5 · Pion blanc sur case blanche a4 · Cavalier noir sur case noire b4 · Dame blanche sur case noire h4 · Tour blanche sur case noire g3 · Pion blanc sur case blanche h3 · Pion noir sur case noire b2 · Pion blanc sur case noire f2 · Pion blanc sur case blanche g2 · Roi blanc sur case noire h2 · Fou blanc sur case blanche b1 | Tour noire sur case blanche a8 · Tour blanche sur case blanche e8 · Fou noir sur case noire f8 · Roi noir sur case noire h8 · Pion noir sur case blanche a6 · Pion noir sur case noire d6 · Dame noire sur case noire f6 · Pion noir sur case noire h6 · Cavalier noir sur case blanche d5 · Fou noir sur case blanche f5 · Cavalier blanc sur case noire g5 · Pion blanc sur case blanche a4 · Cavalier noir sur case noire b4 · Dame blanche sur case noire h4 · Tour blanche sur case noire g3 · Pion blanc sur case blanche h3 · Pion noir sur case noire b2 · Pion blanc sur case noire f2 · Pion blanc sur case blanche g2 · Roi blanc sur case noire h2 · Fou blanc sur case blanche b1 | Tour noire sur case blanche a8 · Tour blanche sur case blanche e8 · Fou noir sur case noire f8 · Roi noir sur case noire h8 · Pion noir sur case blanche a6 · Pion noir sur case noire d6 · Dame noire sur case noire f6 · Pion noir sur case noire h6 · Cavalier noir sur case blanche d5 · Fou noir sur case blanche f5 · Cavalier blanc sur case noire g5 · Pion blanc sur case blanche a4 · Cavalier noir sur case noire b4 · Dame blanche sur case noire h4 · Tour blanche sur case noire g3 · Pion blanc sur case blanche h3 · Pion noir sur case noire b2 · Pion blanc sur case noire f2 · Pion blanc sur case blanche g2 · Roi blanc sur case noire h2 · Fou blanc sur case blanche b1 | Tour noire sur case blanche a8 · Tour blanche sur case blanche e8 · Fou noir sur case noire f8 · Roi noir sur case noire h8 · Pion noir sur case blanche a6 · Pion noir sur case noire d6 · Dame noire sur case noire f6 · Pion noir sur case noire h6 · Cavalier noir sur case blanche d5 · Fou noir sur case blanche f5 · Cavalier blanc sur case noire g5 · Pion blanc sur case blanche a4 · Cavalier noir sur case noire b4 · Dame blanche sur case noire h4 · Tour blanche sur case noire g3 · Pion blanc sur case blanche h3 · Pion noir sur case noire b2 · Pion blanc sur case noire f2 · Pion blanc sur case blanche g2 · Roi blanc sur case noire h2 · Fou blanc sur case blanche b1 | Tour noire sur case blanche a8 · Tour blanche sur case blanche e8 · Fou noir sur case noire f8 · Roi noir sur case noire h8 · Pion noir sur case blanche a6 · Pion noir sur case noire d6 · Dame noire sur case noire f6 · Pion noir sur case noire h6 · Cavalier noir sur case blanche d5 · Fou noir sur case blanche f5 · Cavalier blanc sur case noire g5 · Pion blanc sur case blanche a4 · Cavalier noir sur case noire b4 · Dame blanche sur case noire h4 · Tour blanche sur case noire g3 · Pion blanc sur case blanche h3 · Pion noir sur case noire b2 · Pion blanc sur case noire f2 · Pion blanc sur case blanche g2 · Roi blanc sur case noire h2 · Fou blanc sur case blanche b1 | Tour noire sur case blanche a8 · Tour blanche sur case blanche e8 · Fou noir sur case noire f8 · Roi noir sur case noire h8 · Pion noir sur case blanche a6 · Pion noir sur case noire d6 · Dame noire sur case noire f6 · Pion noir sur case noire h6 · Cavalier noir sur case blanche d5 · Fou noir sur case blanche f5 · Cavalier blanc sur case noire g5 · Pion blanc sur case blanche a4 · Cavalier noir sur case noire b4 · Dame blanche sur case noire h4 · Tour blanche sur case noire g3 · Pion blanc sur case blanche h3 · Pion noir sur case noire b2 · Pion blanc sur case noire f2 · Pion blanc sur case blanche g2 · Roi blanc sur case noire h2 · Fou blanc sur case blanche b1 | Tour noire sur case blanche a8 · Tour blanche sur case blanche e8 · Fou noir sur case noire f8 · Roi noir sur case noire h8 · Pion noir sur case blanche a6 · Pion noir sur case noire d6 · Dame noire sur case noire f6 · Pion noir sur case noire h6 · Cavalier noir sur case blanche d5 · Fou noir sur case blanche f5 · Cavalier blanc sur case noire g5 · Pion blanc sur case blanche a4 · Cavalier noir sur case noire b4 · Dame blanche sur case noire h4 · Tour blanche sur case noire g3 · Pion blanc sur case blanche h3 · Pion noir sur case noire b2 · Pion blanc sur case noire f2 · Pion blanc sur case blanche g2 · Roi blanc sur case noire h2 · Fou blanc sur case blanche b1 | 3 |
| 2 | Tour noire sur case blanche a8 · Tour blanche sur case blanche e8 · Fou noir sur case noire f8 · Roi noir sur case noire h8 · Pion noir sur case blanche a6 · Pion noir sur case noire d6 · Dame noire sur case noire f6 · Pion noir sur case noire h6 · Cavalier noir sur case blanche d5 · Fou noir sur case blanche f5 · Cavalier blanc sur case noire g5 · Pion blanc sur case blanche a4 · Cavalier noir sur case noire b4 · Dame blanche sur case noire h4 · Tour blanche sur case noire g3 · Pion blanc sur case blanche h3 · Pion noir sur case noire b2 · Pion blanc sur case noire f2 · Pion blanc sur case blanche g2 · Roi blanc sur case noire h2 · Fou blanc sur case blanche b1 | Tour noire sur case blanche a8 · Tour blanche sur case blanche e8 · Fou noir sur case noire f8 · Roi noir sur case noire h8 · Pion noir sur case blanche a6 · Pion noir sur case noire d6 · Dame noire sur case noire f6 · Pion noir sur case noire h6 · Cavalier noir sur case blanche d5 · Fou noir sur case blanche f5 · Cavalier blanc sur case noire g5 · Pion blanc sur case blanche a4 · Cavalier noir sur case noire b4 · Dame blanche sur case noire h4 · Tour blanche sur case noire g3 · Pion blanc sur case blanche h3 · Pion noir sur case noire b2 · Pion blanc sur case noire f2 · Pion blanc sur case blanche g2 · Roi blanc sur case noire h2 · Fou blanc sur case blanche b1 | Tour noire sur case blanche a8 · Tour blanche sur case blanche e8 · Fou noir sur case noire f8 · Roi noir sur case noire h8 · Pion noir sur case blanche a6 · Pion noir sur case noire d6 · Dame noire sur case noire f6 · Pion noir sur case noire h6 · Cavalier noir sur case blanche d5 · Fou noir sur case blanche f5 · Cavalier blanc sur case noire g5 · Pion blanc sur case blanche a4 · Cavalier noir sur case noire b4 · Dame blanche sur case noire h4 · Tour blanche sur case noire g3 · Pion blanc sur case blanche h3 · Pion noir sur case noire b2 · Pion blanc sur case noire f2 · Pion blanc sur case blanche g2 · Roi blanc sur case noire h2 · Fou blanc sur case blanche b1 | Tour noire sur case blanche a8 · Tour blanche sur case blanche e8 · Fou noir sur case noire f8 · Roi noir sur case noire h8 · Pion noir sur case blanche a6 · Pion noir sur case noire d6 · Dame noire sur case noire f6 · Pion noir sur case noire h6 · Cavalier noir sur case blanche d5 · Fou noir sur case blanche f5 · Cavalier blanc sur case noire g5 · Pion blanc sur case blanche a4 · Cavalier noir sur case noire b4 · Dame blanche sur case noire h4 · Tour blanche sur case noire g3 · Pion blanc sur case blanche h3 · Pion noir sur case noire b2 · Pion blanc sur case noire f2 · Pion blanc sur case blanche g2 · Roi blanc sur case noire h2 · Fou blanc sur case blanche b1 | Tour noire sur case blanche a8 · Tour blanche sur case blanche e8 · Fou noir sur case noire f8 · Roi noir sur case noire h8 · Pion noir sur case blanche a6 · Pion noir sur case noire d6 · Dame noire sur case noire f6 · Pion noir sur case noire h6 · Cavalier noir sur case blanche d5 · Fou noir sur case blanche f5 · Cavalier blanc sur case noire g5 · Pion blanc sur case blanche a4 · Cavalier noir sur case noire b4 · Dame blanche sur case noire h4 · Tour blanche sur case noire g3 · Pion blanc sur case blanche h3 · Pion noir sur case noire b2 · Pion blanc sur case noire f2 · Pion blanc sur case blanche g2 · Roi blanc sur case noire h2 · Fou blanc sur case blanche b1 | Tour noire sur case blanche a8 · Tour blanche sur case blanche e8 · Fou noir sur case noire f8 · Roi noir sur case noire h8 · Pion noir sur case blanche a6 · Pion noir sur case noire d6 · Dame noire sur case noire f6 · Pion noir sur case noire h6 · Cavalier noir sur case blanche d5 · Fou noir sur case blanche f5 · Cavalier blanc sur case noire g5 · Pion blanc sur case blanche a4 · Cavalier noir sur case noire b4 · Dame blanche sur case noire h4 · Tour blanche sur case noire g3 · Pion blanc sur case blanche h3 · Pion noir sur case noire b2 · Pion blanc sur case noire f2 · Pion blanc sur case blanche g2 · Roi blanc sur case noire h2 · Fou blanc sur case blanche b1 | Tour noire sur case blanche a8 · Tour blanche sur case blanche e8 · Fou noir sur case noire f8 · Roi noir sur case noire h8 · Pion noir sur case blanche a6 · Pion noir sur case noire d6 · Dame noire sur case noire f6 · Pion noir sur case noire h6 · Cavalier noir sur case blanche d5 · Fou noir sur case blanche f5 · Cavalier blanc sur case noire g5 · Pion blanc sur case blanche a4 · Cavalier noir sur case noire b4 · Dame blanche sur case noire h4 · Tour blanche sur case noire g3 · Pion blanc sur case blanche h3 · Pion noir sur case noire b2 · Pion blanc sur case noire f2 · Pion blanc sur case blanche g2 · Roi blanc sur case noire h2 · Fou blanc sur case blanche b1 | Tour noire sur case blanche a8 · Tour blanche sur case blanche e8 · Fou noir sur case noire f8 · Roi noir sur case noire h8 · Pion noir sur case blanche a6 · Pion noir sur case noire d6 · Dame noire sur case noire f6 · Pion noir sur case noire h6 · Cavalier noir sur case blanche d5 · Fou noir sur case blanche f5 · Cavalier blanc sur case noire g5 · Pion blanc sur case blanche a4 · Cavalier noir sur case noire b4 · Dame blanche sur case noire h4 · Tour blanche sur case noire g3 · Pion blanc sur case blanche h3 · Pion noir sur case noire b2 · Pion blanc sur case noire f2 · Pion blanc sur case blanche g2 · Roi blanc sur case noire h2 · Fou blanc sur case blanche b1 | 2 |
| 1 | Tour noire sur case blanche a8 · Tour blanche sur case blanche e8 · Fou noir sur case noire f8 · Roi noir sur case noire h8 · Pion noir sur case blanche a6 · Pion noir sur case noire d6 · Dame noire sur case noire f6 · Pion noir sur case noire h6 · Cavalier noir sur case blanche d5 · Fou noir sur case blanche f5 · Cavalier blanc sur case noire g5 · Pion blanc sur case blanche a4 · Cavalier noir sur case noire b4 · Dame blanche sur case noire h4 · Tour blanche sur case noire g3 · Pion blanc sur case blanche h3 · Pion noir sur case noire b2 · Pion blanc sur case noire f2 · Pion blanc sur case blanche g2 · Roi blanc sur case noire h2 · Fou blanc sur case blanche b1 | Tour noire sur case blanche a8 · Tour blanche sur case blanche e8 · Fou noir sur case noire f8 · Roi noir sur case noire h8 · Pion noir sur case blanche a6 · Pion noir sur case noire d6 · Dame noire sur case noire f6 · Pion noir sur case noire h6 · Cavalier noir sur case blanche d5 · Fou noir sur case blanche f5 · Cavalier blanc sur case noire g5 · Pion blanc sur case blanche a4 · Cavalier noir sur case noire b4 · Dame blanche sur case noire h4 · Tour blanche sur case noire g3 · Pion blanc sur case blanche h3 · Pion noir sur case noire b2 · Pion blanc sur case noire f2 · Pion blanc sur case blanche g2 · Roi blanc sur case noire h2 · Fou blanc sur case blanche b1 | Tour noire sur case blanche a8 · Tour blanche sur case blanche e8 · Fou noir sur case noire f8 · Roi noir sur case noire h8 · Pion noir sur case blanche a6 · Pion noir sur case noire d6 · Dame noire sur case noire f6 · Pion noir sur case noire h6 · Cavalier noir sur case blanche d5 · Fou noir sur case blanche f5 · Cavalier blanc sur case noire g5 · Pion blanc sur case blanche a4 · Cavalier noir sur case noire b4 · Dame blanche sur case noire h4 · Tour blanche sur case noire g3 · Pion blanc sur case blanche h3 · Pion noir sur case noire b2 · Pion blanc sur case noire f2 · Pion blanc sur case blanche g2 · Roi blanc sur case noire h2 · Fou blanc sur case blanche b1 | Tour noire sur case blanche a8 · Tour blanche sur case blanche e8 · Fou noir sur case noire f8 · Roi noir sur case noire h8 · Pion noir sur case blanche a6 · Pion noir sur case noire d6 · Dame noire sur case noire f6 · Pion noir sur case noire h6 · Cavalier noir sur case blanche d5 · Fou noir sur case blanche f5 · Cavalier blanc sur case noire g5 · Pion blanc sur case blanche a4 · Cavalier noir sur case noire b4 · Dame blanche sur case noire h4 · Tour blanche sur case noire g3 · Pion blanc sur case blanche h3 · Pion noir sur case noire b2 · Pion blanc sur case noire f2 · Pion blanc sur case blanche g2 · Roi blanc sur case noire h2 · Fou blanc sur case blanche b1 | Tour noire sur case blanche a8 · Tour blanche sur case blanche e8 · Fou noir sur case noire f8 · Roi noir sur case noire h8 · Pion noir sur case blanche a6 · Pion noir sur case noire d6 · Dame noire sur case noire f6 · Pion noir sur case noire h6 · Cavalier noir sur case blanche d5 · Fou noir sur case blanche f5 · Cavalier blanc sur case noire g5 · Pion blanc sur case blanche a4 · Cavalier noir sur case noire b4 · Dame blanche sur case noire h4 · Tour blanche sur case noire g3 · Pion blanc sur case blanche h3 · Pion noir sur case noire b2 · Pion blanc sur case noire f2 · Pion blanc sur case blanche g2 · Roi blanc sur case noire h2 · Fou blanc sur case blanche b1 | Tour noire sur case blanche a8 · Tour blanche sur case blanche e8 · Fou noir sur case noire f8 · Roi noir sur case noire h8 · Pion noir sur case blanche a6 · Pion noir sur case noire d6 · Dame noire sur case noire f6 · Pion noir sur case noire h6 · Cavalier noir sur case blanche d5 · Fou noir sur case blanche f5 · Cavalier blanc sur case noire g5 · Pion blanc sur case blanche a4 · Cavalier noir sur case noire b4 · Dame blanche sur case noire h4 · Tour blanche sur case noire g3 · Pion blanc sur case blanche h3 · Pion noir sur case noire b2 · Pion blanc sur case noire f2 · Pion blanc sur case blanche g2 · Roi blanc sur case noire h2 · Fou blanc sur case blanche b1 | Tour noire sur case blanche a8 · Tour blanche sur case blanche e8 · Fou noir sur case noire f8 · Roi noir sur case noire h8 · Pion noir sur case blanche a6 · Pion noir sur case noire d6 · Dame noire sur case noire f6 · Pion noir sur case noire h6 · Cavalier noir sur case blanche d5 · Fou noir sur case blanche f5 · Cavalier blanc sur case noire g5 · Pion blanc sur case blanche a4 · Cavalier noir sur case noire b4 · Dame blanche sur case noire h4 · Tour blanche sur case noire g3 · Pion blanc sur case blanche h3 · Pion noir sur case noire b2 · Pion blanc sur case noire f2 · Pion blanc sur case blanche g2 · Roi blanc sur case noire h2 · Fou blanc sur case blanche b1 | Tour noire sur case blanche a8 · Tour blanche sur case blanche e8 · Fou noir sur case noire f8 · Roi noir sur case noire h8 · Pion noir sur case blanche a6 · Pion noir sur case noire d6 · Dame noire sur case noire f6 · Pion noir sur case noire h6 · Cavalier noir sur case blanche d5 · Fou noir sur case blanche f5 · Cavalier blanc sur case noire g5 · Pion blanc sur case blanche a4 · Cavalier noir sur case noire b4 · Dame blanche sur case noire h4 · Tour blanche sur case noire g3 · Pion blanc sur case blanche h3 · Pion noir sur case noire b2 · Pion blanc sur case noire f2 · Pion blanc sur case blanche g2 · Roi blanc sur case noire h2 · Fou blanc sur case blanche b1 | 1 |
|   | a | b | c | d | e | f | g | h |   |

29. Dh4+ Th6
Si 29. ... Rg8, alors 30. Rh2 suivi de 31. Cg5, difficilement réfutable.
30. Cxh6 gxh6 31. Rh2 !!
Grâce à ce coup, les blancs peuvent désormais jouer le cavalier e4. Sinon, la dame noire pouvait, sur un départ du cavalier blanc, prendre la tour e1, avec échec au roi, puis le fou b1.
31. ... De5
Ce coup pare 32. Cxd6, et prévient ensuite 33. Dd4+.
32. Cg5 ! Kasparov menace 33. Cf7 mat.
32. ... Df6 33. Te8 ! Ff5 34. Dxh6+ !!
Un sacrifice de dame évidemment calculé, mais spectaculaire. Cela vaut à Kasparov des applaudissements nourris de la part des spectateurs lyonnais.
Il y avait pourtant un mat en 6 coups, plus efficace : 34. Cf7+! Dxf7 35. Dxh6+ Fh7 36. Txa8 Cf6 37. Txf8+ Dxf8 38. Dxf8+ Cg8 39. Dg7#
34. ... Dxh6 Si 34. ... Rg8, alors 35. Cf7+ Rxf7 36. Dxf8 mat.
35. Cf7+ Rh7 36. Fxf5+ Dg6 37. Fxg6+ Rg7 38. Txa8 Kasparov a maintenant un avantage matériel indéniable.
38. ... Fe7 39. Tb8 a5 40. Fe4+ Rxf7  Karpov attend le 40e coup pour abandonner, au moment du contrôle du temps.
41. Fxd5+ Les noirs abandonnent.